# أبرغان
أبرغان هي قرية في مقاطعة سراب، إيران. عدد سكان هذه القرية هو 1,301 في سنة 2006.